# Sebranice (ort i Tjeckien, Pardubice)
Sebranice är en ort i Tjeckien.   Den ligger i regionen Pardubice, i den centrala delen av landet, 140 km öster om huvudstaden Prag. Sebranice ligger 488 meter över havet och antalet invånare är 870.
Terrängen runt Sebranice är platt åt nordost, men åt sydväst är den kuperad. Runt Sebranice är det tätbefolkat, med 266 invånare per kvadratkilometer. Närmaste större samhälle är Polička, 6,4 km söder om Sebranice. Trakten runt Sebranice består till största delen av jordbruksmark.